# Варана
Варана (болг. Варана) — село в Болгарии. Находится в Плевенской области, входит в общину Левски. Население составляет 63 человека.

## Политическая ситуация
Варана подчиняется непосредственно общине и не имеет своего кмета.
Кмет (мэр) общины Левски — Георги Евлогиев Караджов (коалиция в составе 3 партий: Демократы за сильную Болгарию (ДСБ), ВМРО — Болгарское национальное движение, Земледельческий народный союз (ЗНС)) по результатам выборов.